# Divizija »Garibaldi« NOVJ
Divizija »Garibaldi« je bila med drugo svetovno vojno divizija NOVJ, ki so jo sestavljali italijanski vojaki, ki so prestopili na stran NOVJ.

## Zgodovina divizije
11. oktobra 1943 je bila iz delov italijanske divizije gorskih lovcev Taurinese formirana brigada Aosta, ki jo je sestavljalo 800 pripadnikov, razporejenih v 4 bataljone. Iz delov iste divizije je bila 19. oktobra istega leta v bližini mesta Kolašin sestavljena tudi 2. italijanska partizanska brigada, ki je imela prav tako 800 pripadnikov v 4 bataljonih. 
19. pehotna divizija Venezia je prestopila na stran NOVJ 10. oktobra 1943 in je bila na predlog štaba 2. udarnega korpusa preformirana v 5 brigad. Te brigade je sestavljalo okoli 5000 vojakov, ki so se začeli uriti v partizanskem bojevanju.
2. decembra 1943 je bila iz brigad divizij Taurinese in Venezia v Pljevljih formirana partizanska divizija Garibaldi, ki jo je sestavljalo 5000 vojakov razporejenih v 4 brigade, operativno pa je spadala pod komando štaba 2. udarnega korpusa Narodnoosvobodilne vojske Jugoslavije.
13. februarja 1944 je bila divizija reorganizirana, pri čemer je bila ena od štirih brigad razpuščena, vojake pa so razdelili med ostale tri, nekatere specialiste pa so razporedili v druge partizanske enote 2. korpusa. Naloga teh specialistov je bila šolanje partizanske vojske v artilerijskih, vezističnih, inženirskih in drugih nalogah.
Divizija je najpogosteje sodelovala s 3., 29. in 37. divizijo NOVJ, najhujše boje pa so njeni pripadniki doživeli med zaključnimi operacijami v dolini Lima v Srbiji. Po osvoboditvi Črne gore ter Hercegovine je bila divizija premeščena v Dubrovnik, od tam pa je bila v marcu 1945 po dogovoru Vrhovnega štaba NOVJ in italijanske Vrhovne Komande premeščena na Sicilijo, kjer je dočakala konec vojne.